# 黄泥川站
黄泥川站是大连地铁12号线的地铁站，位于中华人民共和国辽宁省大连市旅顺口区龙王塘街道旅顺南路与金川南路交叉口东侧，于2014年5月1日开通。

## 车站结构
黄泥川站平行于旅顺南路东西设置，为地上二层侧式站台车站，车站地面为站厅层，地上二层为站台层，站台未设置站台门，仅设有简易金属栏杆做遮挡作用。车站东侧设有一条单渡线。
| 地上二层          | 站台         | \| 側式 · 開右邊车门 \| \| \| \| \| \| █ 12号线往旅顺新港（龙王塘） \| \| \| \| █ 12号线往河口（蔡大岭） \| \| 側式 · 開右邊车门 \| \| \| |
| 地面              | 出入口及站厅 | A、B出入口、客服中心、自动售票机、验票机                                                                                                  |
| 側式 · 開右邊车门 |              | |
|                   |              | █ 12号线往旅顺新港（龙王塘） |
|                   |              | █ 12号线往河口（蔡大岭） |
| 側式 · 開右邊车门 |              | |

## 车站出口
黄泥川站共设2个出口，各出口及周围设施如下所示：
| 出口编号            | 照片 | 出口指示 | 建议前往的目的地 |
| ------------------- | ---- | -------- | ---------------- |
| A · 出口 · （设有） |      | 旅顺南路 | 大连天地软件园   |
| B · 出口 · （设有） |      | 旅顺南路 | 大连天地小区     |
| 图例： 设有         |      |          |                  |

## 接驳交通

### 公交车
- 黄泥川地铁站：537路、1119路

## 车站历史
- 2014年5月1日，车站随12号线（时称202路延伸线）通车开通[1]。